# روگاوچینا
روگاوچینا (به صربی: Rogavčina) یک منطقهٔ مسکونی در صربستان است که در الکساندراواک واقع شده‌است. روگاوچینا ۲۱۴ نفر جمعیت دارد.